# Leandra Overmann
Leandra Overmann, eigentlich Jelica Overmann (* 1957 in Belgrad, Jugoslawien; † 20. April 2012) war eine jugoslawisch-serbische Opern-, Lied-, Konzert- und Oratoriensängerin (Mezzosopran/Alt).

## Leben
Bei ihrer Mutter Đurđevka Čakarević, der ehemaligen Primadonna der Belgrader Oper, bekam sie ihre ersten Gesangsstunden. Daneben erhielt sie noch Klavierunterricht. Es folgten Studienaufenthalte in Detmold und Köln sowie am Konservatorium Santa Cecilia in Rom. Ihr Debüt gab sie als Rosina in Der Barbier von Sevilla an der Oper von Belgrad.
Von 1977 bis 1982 war sie Ensemblemitglied am Landestheater Detmold. Dort sang sie ein Repertoire von Sopran bis Alt. Es folgten Engagements, zuerst als dramatischer Sopran, an den Bühnen von Basel (1985–1997), Bonn (1997–2000) und Hannover (2001–2006). Seit 2006 gehörte Leandra Overmann dem Ensemble der Staatsoper Stuttgart an, wo sie u. a. die Küsterin in Jenufa, die Klytämnestra in Elektra und die Hexe in Hänsel und Gretel sang.
Neben ihren Engagements gab die Künstlerin Gastspiele. So sang sie auf den Opernbühnen von Venedig, Triest, Barcelona, Hamburg, Madrid, Mailand, Mannheim, Dresden, München, Kiel, Basel und Freiburg/Breisgau. Zu ihrem Repertoire zählten die Wagnerpartien der Erda, Fricka und Waltraute (Der Ring des Nibelungen) sowie der Kundry (Parsifal), der Santuzza (Cavalleria rusticana), der Ulrica (Un Ballo in Mascera), der Marina (Boris Godunow), der Amneris (Aida), der Eboli (Don Carlos), der Mescalina (Le Grand Macabre) und Margret (Wozzeck). Daneben sang sie auch Werke von Verdi, Dvořák, Mahler und Puccini.
Nachdem sie bis zuletzt für das Theater Freiburg und das Staatstheater Stuttgart tätig war, verstarb sie am 20. April 2012. Leandra Overmann war Mutter von drei Töchtern. Seit 2002 hatte die Künstlerin, in Nachfolge von Ingeborg Hallstein, eine halbe C4-Professur für Gesang an der Hochschule für Musik Würzburg inne.

## Diskografie
- Götterdämmerung, Label: Naxos 2004
- Der Ring des Nibelungen, Label: Naxos 2003/2004

## DVD
- Götterdämmerung, Label AMG 2004